# 後宮
後宮（こうきゅう）は、皇帝や王などの后妃や、その嫡出子が住まう場所。日本では、京都御所、元離宮二条城（白書院）が現存し、平安京内裏の七殿五舎、江戸城大奥が該当する。

## 概要
一般的に、後宮は男子禁制というイメージがあるが、日本の内裏では必ずしもそうではない。平安時代中期の『源氏物語』や『枕草子』では殿上人のうちでも家族や親しい人間は頻繁に出入りしていたように描写されている。平安時代には天皇やその妃の側に控えた女房と呼ばれる女性たちが、内裏を舞台とした内容の宮廷文学を生み出したことはよく知られている（それらが書かれた場所が後宮であったとは限らない。実家などに戻った際に書いたものとされることもある）。ただし、平安末から鎌倉時代頃から徐々に男子禁制の場となり、江戸時代においては男性が入る余地はなくなってしまっていた。江戸時代の江戸城大奥は、完全な男性禁制の場であり、火事など緊急時以外の男性の出入りは厳しく制限された。
男子禁制をとっているのはオスマン帝国などのイスラム諸王朝や中国などであり、去勢された宦官が、家政一般にあたった。一方日本では、宦官は置かれずに宮人とも呼ばれる女官が発達して女性たちによって秩序が維持された。
また、後宮を意味するハレム (harem) は、オスマン帝国の後宮がそう呼ばれていたところから来ている。

## 日本の後宮

### 宮中の概要

#### 古代
日本では、大宝律令において「後宮官員令」（養老律令では「後宮職員令」と改称）が定められて後宮十二司が配置され、宮中に七殿五舎が設置された。また、白鳳期の皇族である長屋王の館跡からも、後宮のような跡地が見つかっている。

#### 近現代
明治維新以降の日本の近代化の中で、後宮の所管は中務省が廃止され、宮内省へ変わった。建前上、女官は全て皇后に奉仕するものとされた。そしてお歯黒が廃止され、衣服も洋装になった。和歌以外にも、乗馬が奨励されるようになった。権命婦以上の女官は高等官（勅任官及び奏任官）だが、それ未満の女嬬は判任官で天皇に直接まみえることは無かった。「清（きよ）」と「次ぎ（つぎ）」（＝穢れ）の区別は厳格で、天皇・皇后用の衣服や物品は、皇太子であっても使うことはできなかった。また女官たち自身の衣類にも清浄性が求められ、着替えや入浴にも細やかな作法があった。
女官の居所「お局」は、計5棟が3列になっており、位ごとに居住していた。月経になると「お赤いさん」と呼ばれ、特に清浄が求められる神事に際しては宮城外の親族宅等に退下する者もいた。
小学校教員の初任給が8円の時代に、典侍の俸給は250円、権典侍は200円、末端の女嬬も20～30円の破格の待遇であった。
1912年（明治45年/大正元年）、明治天皇の崩御に伴い、後宮が再編された。この再編では、大正天皇の生母柳原愛子が絶大な発言力を持った。皇后宮職と皇太后宮職の規模は同等だった。
皇太子裕仁親王（後の昭和天皇）は、欧州訪問時の英国王室の簡素な様子に感銘を受け、摂政就任後の1922年（大正11年）1月22日、宮内大臣牧野伸顕を呼び寄せ、自身の結婚に先立ち、女官の通勤制に始まる後宮改革を提案した。良子女王が皇太子妃となった1924年（大正13年）には新たに東宮職女官制が制定された。しかし東宮職女官は、皇后宮より遥かに小規模かつ典侍・掌侍・命婦の区別が無くなった。昭和天皇は自らの主体的な意思で、側室や後宮を拒否した。
1926年（大正15年/昭和元年）、大正天皇の崩御に伴い、東宮職女官はそのまま皇后宮職女官となった。しかし、旧皇后宮職女官は制度を維持したまま皇太后宮職女官となり二重組織の状態となった。また昭和前期において、皇后宮職女官長竹屋志計子と皇太后宮職典侍（女官長）竹屋津根子は姉妹であり、個人的な繋がりを含めて、皇后宮と皇太后宮の交流は維持された。
1945年（昭和20年）8月の日本の敗戦は、後宮にも大きな影響を及ぼした。宮内省の規模縮小を望むGHQに対し、昭和天皇自らが宮中改革を進めた。木下道雄は、天皇から、女官は「月のさわり」（月経）で勤務不能になる慣例があることから、男子職員同様の減員はできないことに注意するよう指示された。同年11月、皇后宮職は侍従職に吸収された。その他の改革により宮内省全体の職員数が1/3に減らされ、女官たちも昭和20年代のうちに退職して結婚する等して去り人数が減っていった。
1951年（昭和26年）5月17日、貞明皇后が崩御（同年6月7日に追号）。6月22日の大喪儀を経て、翌1952年（昭和27年）1月1日付で、皇太后宮職が廃止された。大宮御所に務めていた女官長清水谷英子らも退職した。女官が侍従職のみとなったことで、源氏名や長々とした御所言葉も完全に廃止された。
一連の改革を経て、今日では宮中の女官に側室としての機能が無くなり、宮中における後宮は終焉した。

### 天皇の后

#### 律令の規定によるもの
- 皇后（こうごう/おおきさき）
- 妃（ひ/きさき） - 2名以内、四品以上の内親王
- 夫人（ぶにん/おおとじ） - 3名以内、三位以上（公卿）の娘
- 嬪（ひん/みめ） - 4名以内、五位以上（貴族または豪族）の娘

#### 平安時代以後に生じた呼称
- 中宮（ちゅうぐう）

本来は皇后の別称。後に複数の皇后が立てられた際は、2番目以後の者を指すことが多かった。また、上皇が退位後に迎えた皇后に贈られることもあった。
- 女御（にょうご）

本来は嬪の別称であったが、後に皇后・中宮に次ぐ地位とされ、これらの地位に昇る予定の女性でもまず女御になるのを慣例とした。
- 更衣（こうい）

本来は「便殿」詰めの女官であったが、後に天皇の寝室にも奉仕して女御に次ぐ地位の配偶者に改められた。女官時代の慣例で定員は12名とされた。
- 御息所（みやすんどころ/みやすどころ）

本来は「御息所」詰めの女官であったが、後に天皇の寝室にも奉仕して更衣に次ぐ地位の配偶者に改められた。後に転じて天皇の寵愛を受けた女官や、皇太子・親王の配偶者のことも指すようになった。
- 御匣殿（みくしげどの）

本来は「御匣殿」詰めの女官であったが、後に天皇の寝室にも奉仕して更衣に次ぐ地位の配偶者に改められた。その最上位のものは「別当」と称し、後に女御に昇る予定の女性がまず御匣殿別当に就くこともあった。
- 尚侍（ないしのかみ） 
- 典侍（ないしのすけ） 

## 中国の後宮

### 概要
中国で後宮とは、宮廷内で天子が家庭生活を営む場所であり、また皇后以下、妃嬪、未成年皇族（幼い皇子と未婚皇女）が暮らす場所でもあった。そのため后妃のこと自体を後宮ということがある。
後宮には多くの女官や宦官たちが暮らし、後宮内で近侍・文献管理・歌舞・衣服製造・保育・掃除など職務に従事した。しかしどのような役職であれ、皇帝に会える機会は珍しい。杜牧の漢詩『宮人冢』「少年入内教歌舞，不識君王到老時（少女の時代から後宮に入って歌舞を習い、老いても君王には一度も会ったことがない）」とある。

### 人数
一般的には「後宮三千人」（『長恨歌』「後宮佳麗三千人」より）と言われている。皇帝の好みや時代によって後宮の人数は異なる。例えば、晋の武帝は呉国を滅ぼした後、孫氏の宮女を数千人引きつれ加えたため、後宮の女は1万人に達した。

### 供給源
後宮の女性（后妃と女官を含む）の源は主に4種類に分けられる。この4種類は礼聘・採選・献上・没官である。前の両者それぞれは良家の娘または庶民の娘が選抜を経て入宮することを指している。3つ目は皇族や官員など推薦を経て入宮した（献上されたとも言える）。4つ目は戦争の捕虜や犯罪者の家族として連坐して籍没され入宮した。

### 晩年
后妃の晩年は、時代によっては異なる。漢代に、寵愛されているが子供のいない宮人は先帝の陵園中に置かれて供物・歌舞・掃除などの日常的な祭事が行われる（『後漢書』）。皇子を生んだ側妃は皇子に従って封地に赴き、王太后となった（例：漢の文帝の生母薄姫）。
仏教が盛んになってから、基本的に出家するか（例：唐の則天武后、北魏の宣武帝の皇后高英）、あるいは別宮で晩年生活を送る。明の前期、子供のいない妃嬪が殉死した。明の中後期および清に、先帝の妃嬪は寿康宮など皇太后・太妃の居住地に移住った。新帝は孝養を尽くした。
宮女は、基本的に終身制となっている。宮中に入ってから生涯後宮を出ることがなかった。大赦があった時点で寵愛されない宮女を解放した例もあるが、慣例ではない。その境遇は多くの詩人に同情され、関連する漢詩が多い（白居易『上陽白髪人』と元稹『行宮』など）。清朝だけで25歳を超える宮女が出宮する通例がある。

### 主宰者
後宮一の女主であり主宰者でもあるのが、皇帝の正室である皇后である。皇貴妃、皇帝が指定した側妃、さらには乳母が後宮の実権を握っている場合もある（例：清の乾隆帝の妃の令皇貴妃・明の天啓帝の乳母の客氏）。皇帝が三公九卿以下の官僚組織を擁するのと同様、後宮制度において皇后も三夫人（三妃）、九嬪、二十七世婦、八十一御妻の3倍ずつ増加するヒエラルキーを擁していた。

### 位号

#### 漢
前漢の制度では、昭儀、婕妤、娙娥、容華、美人、八子、充衣、七子、良人、長使、少使、五官、順常、無涓、共和、娯霊、保林、良使、夜者を指す。後漢の光武帝は節約を理由に後宮の簡素化を施行し、妃嬪の位号も4級（貴人、美人、宮人、采女）にした。

#### 晋
晋代の制度では、三夫人（貴嬪、夫人、貴人）、九嬪（淑妃、淑媛、淑儀、修華、修容、修儀、婕妤、容華、充華）、美人、才人、中才人。

#### 唐
唐代の制度では、後宮の職官は、内官・宮官・内侍省の3部門で構成されていた。内官とは妃妾のことで、四夫人（貴妃、淑妃、徳妃、賢妃。正一品）、九嬪（昭儀、昭容、昭媛、修儀、修容、修媛、充儀、充容、充媛。正二品）、二十七世婦（婕妤、美人、才人。正三品から正五品）、八十一御妻（宝林、御女、采女。正六品から正八品）を指す。正六品以下が宮官であり、宮中内の職務に携わる女官たちのことである。尚宮（総務的な仕事）・尚儀（礼楽に携わる）・尚服（衣服に携わる）・尚食（食事に携わる）・尚寝（居住空間に携わる）・尚功（工芸に携わる）の六尚に分けられて職務に従事し、また宮正が置かれて、後宮内の不正の取り締まりに従事した。内侍省は宦官たちである。

#### 宋
宋代の制度では、四夫人（貴妃、淑妃、徳妃、賢妃。正一品）、十八嬪（太儀、貴儀、妃儀、淑儀、淑容、順儀、順容、婉儀、婉容。以上従一品。昭儀、昭容、昭媛、修儀、修容、修媛、充儀、充容、充媛。以上正二品）、婕妤（正三品）、美人（正四品）、才人（正五品）、他の側女（正六品から正八品以下）を指す。

#### 明
明代の制度では、皇貴妃、貴妃、妃、嬪（明の前期に昭儀、昭容、婕妤、美人などという）、側女（宮御、貴人、宮嬙、女子、宮人などという）。嬪以上の女性は、位号の前に漢字1字（封号）をつけることが許されていた。

#### 清
清代の制度では、皇貴妃（定員1人）、貴妃（定員2人）、妃（定員4人）、嬪（定員6人）、貴人（定員なし）、常在（定員なし）、答応（定員なし）、官女子（定員なし）。位号の前に漢字1字（封号）をつけることが許されていた。

## 朝鮮の後宮
李氏朝鮮における内官は、『経国大典』によると嬪（빈、ピン、正一品）・貴人（귀인、クィイン、従一品）・昭儀（소의、ソウィ、正二品）・淑儀（숙의、スグィ、従二品）・昭容（소용、ソヨン、正三品）・淑容（숙용、スギョン、従三品）・昭媛（소원、ソウォン、正四品）・淑媛（숙원、スグォン、従四品）などであり、正一品から従四品までが王の後宮であった。
尚宮（상궁、サングン）をはじめとする正五品以下は職務に従事する女官たちであった。嬪以外は、そのまま階級名を名前とした。嬪は、嬪の前に漢字を1字ないし2字つけることが許されていた。
側室の地位は、実家の家柄、王子を産んだか、王女を産んだかによってもかなり違っていた。

## 後宮を舞台にした作品
（「Category:後宮を題材とした作品」も参照）

### 実在の後宮を舞台とした作品

#### 日本の後宮を舞台とした作品
文学作品
- 鳴門中将物語[23]
- 紫式部日記
- 源氏物語
- 枕草子
- 讃岐典侍日記
- 狭衣物語
- とはずがたり
- いはでしのぶ

ライトノベル
- なんて素敵にジャパネスク
- 平安後宮の洋食シェフ[24]
- 平安後宮の没落姫[25]

#### 中国の後宮を舞台とした作品
文芸作品
- 再生縁

漫画
- 新☆再生縁

#### 朝鮮の後宮を舞台とした作品
テレビドラマ
- 宮廷女官チャングムの誓い

### 架空の後宮を舞台としたもの
文学、ライトノベル
- 後宮小説 - 『雲のように風のように』の題でアニメ化
- 後宮シリーズ - 漫画化あり[26]
- 薬屋のひとりごと - 漫画化・アニメ化あり
- 紅霞後宮物語
- 後宮の烏 - アニメ化あり
- 후궁 스캔들 - 漫画化あり 韓:후궁 스캔들 和:後宮スキャンダル
- ふつつかな悪女ではございますが - 漫画化あり[27]
- 悪役令嬢後宮物語 - 漫画化・舞台化あり[28]

漫画
- 後宮デイズ[29]